# Flora of China
Flora of China (en français Flore de Chine) est une publication scientifique visant à décrire les plantes indigènes de Chine. Le projet est un effort scientifique collaboratif visant à publier le premier compte rendu moderne en anglais des 31 000 espèces de plantes vasculaires de Chine. Ce nombre comprend environ 8 000 espèces de plantes médicinales et économiquement importantes et environ 7 500 espèces d'arbres et d'arbustes.
Flora of China décrit et documente ces espèces. Il s'agit d'une révision en anglais de Flora Republicae Popularis Sinicae (FRPS), dont la taxonomie reflète la connaissance sur chaque groupe. La classification d'Engler est suivie, mais quelque peu modifiée, similaire à celle utilisé dans la FRPS. L'objectif est de recouvrir toutes les plantes vasculaires de Chine, et de fournir des descriptions, des clés de détermination, la synonymie essentielle, la phénologie, la distribution provinciale en Chine, de brèves déclarations sur la distribution extra-chinoise, et des remarques concernant la circonscription des taxons problématiques.
Flora of China Illustrations, un ensemble de volumes complémentaires, illustre environ 65 % des espèces documentées dans Flora of China.
La liste de contrôle en ligne de Flora of China et la base de données Tropicos du Jardin botanique du Missouri fournissent ensemble des interfaces sur la taxonomie, l'aire de répartition et des illustrations de plantes.
Les données des volumes publiés sont présentées en ligne sous forme de traitements séparés des familles, des genres et des espèces. Ces traitements sont consultables dans eFloras sur les noms et diverses autres informations. Des clés d'identification interactives sont disponibles pour les grands genres.
La production de cette Flore se caractérise par une étroite collaboration internationale en matière de recherche, de rédaction, de révision et d'édition. Les auteurs chinois travaillent ensemble avec leurs collègues non chinois de 29 pays (Afrique du Sud, Argentine, Arménie, Australie, Autriche, Belgique, Brésil, Canada, République tchèque, Danemark, Finlande, France, Allemagne, Grèce, Irlande, Japon, Corée, Mexique, Pays-Bas, Nouvelle-Zélande, Philippines, Russie, Espagne, Suède, Suisse, Thaïlande, Royaume-Uni, Ukraine et États-Unis). Le projet qui en résulte est ensuite revu par des botanistes chinois, le comité de rédaction de Flora of China, des spécialistes des familles du monde entier et des conseillers sur les flores des régions voisines de la Chine afin de produire les meilleurs informations possibles.
Le projet compte sept centres de rédaction non chinois : les herbiers de l'université Harvard, l'Académie des sciences de Californie, la Smithsonian Institution, le Jardin botanique royal d'Édimbourg, les Jardins botaniques royaux de Kew, le Muséum national d'histoire naturelle (Paris) et le Jardin botanique du Missouri, centre d'organisation et de coordination du projet. Les quatre centres chinois sont l'Institut de botanique CAS (en) (Pékin), l'Institut de botanique de Kunming (en), l'Institut de botanique de Jiangsu (Nanjing) et le Jardin botanique de Chine du Sud (en) (Guangzhou). Quelque 478 scientifiques du monde entier ont coopéré à la préparation des traitements individuels de la Flore.
Kai Larsen (1926-2012) a été l'un des conseillers de la série.